# 대형택시
대형택시는 모범택시를 대형화한 택시를 가리키는 단어이다.

## 설명
대형택시는 주로 공항에서 운영되며 요금은 모범택시와 동일한 요금을 받는다. 모범택시처럼 대형택시도 정해진 사업구역이 없이 승객을 태우는 것이 가능하며 콜밴과 달리 사람만 태우고 운행하는 것도 가능하다. 대형택시는 스타렉스 리무진, 스타리아 리무진, 카니발 리무진과 같이 세단보다 더 큰 차급인 MPV급 차종을 사용하며 모범택시와 같이 2종 보통면허 이상의 운전면허증과 택시운전자격증을 취득하고 영업용 차량 번호판을 택시에 의무적으로 장착해야 한다.

## 같이 보기
- 택시
- 영업용
- 자동차